# 大易輸入法
大易輸入法，是由臺灣人王贊傑花七年時間所發明的中文輸入法，和倉頡輸入法一樣屬於字形輸入法。在研發大易的時候，倉頡輸入法剛研發完成。它的創製者王贊傑跟朱邦復是認識的，而且當時朱亦很鼓勵王贊傑繼續研究大易輸入法。
大易輸入法之得以面世，是得到臺灣航運界前輩蔡垂碧先生及其長公子蔡綠峰先生的大力支持和提攜，並曾於一九八八年與大陸的五筆輸入法在香港進行了一場交流友誼賽。
大易輸入法是使用跟倉頡輸入法不同的四十組字碼，每組字碼具有多個字根以供拆字。它已經成為很多作業系統內預設的中文輸入法。而多數的繁體中文鍵盤亦有標示大易碼。
大易是依據傳統造字原則和筆順，並且將單字和大量詞彙一起納入研究而發展出來的輸入法，在民國七十六年資訊月(1987年12月)初次發表時，即同時推出了字詞混合輸入的版本，並迅即得到台灣新聞界、司法界和技職教育界的廣泛採用。
民國七十八年三民書局為其劃時代巨著「大辭典」重新電腦造字。三民書局劉振強董事長屬意其造字系統裡的輸入法用大易，當時大易發明人王贊傑因敬重劉董事長的風格氣魄和受他對中華文化無私無悔投入的感召，慨然承接了這個比BIG5碼字數多出四五倍的編碼工作，代價是向三民要了四台工作用的彩色螢幕。另一次大規模的編碼是為了戶役政電腦化，大易也是其中的輸入法之一。
大易輸入法亦提供詞彙輸入模式（如大易詞庫版），方便在寫作時以詞彙的思考方法進行輸入。
Windows 中文版內建有大易輸入法，方便用戶學習及使用。在微軟 Windows XP 以前的 IMM（Input Method Manager）架構時期，堪稱是大易輸入法推廣的順暢期，但在微軟作業系統改為新的 TSF 架構 (Text Services Framework) 之後，大易輸入法長期沒有更新，直到 2016 年第一季，其發展公司太易資訊才推出 TSF 架構的大易 8.0 版，包括單字三碼版和 30 萬詞庫版，並支援完整的香港增補字符集，除了 Windows 7/8/10 的 32 位元與 64 位元作業系統可以順利使用之外，並授權手持界口碑良好的 LIME 在 Android 平台推出單字三碼版和詞庫版；授權 iAccess 發展 iOS 單字三碼版。至此，大易輸入法的長期發展隱憂才得到紓解。

## 理念

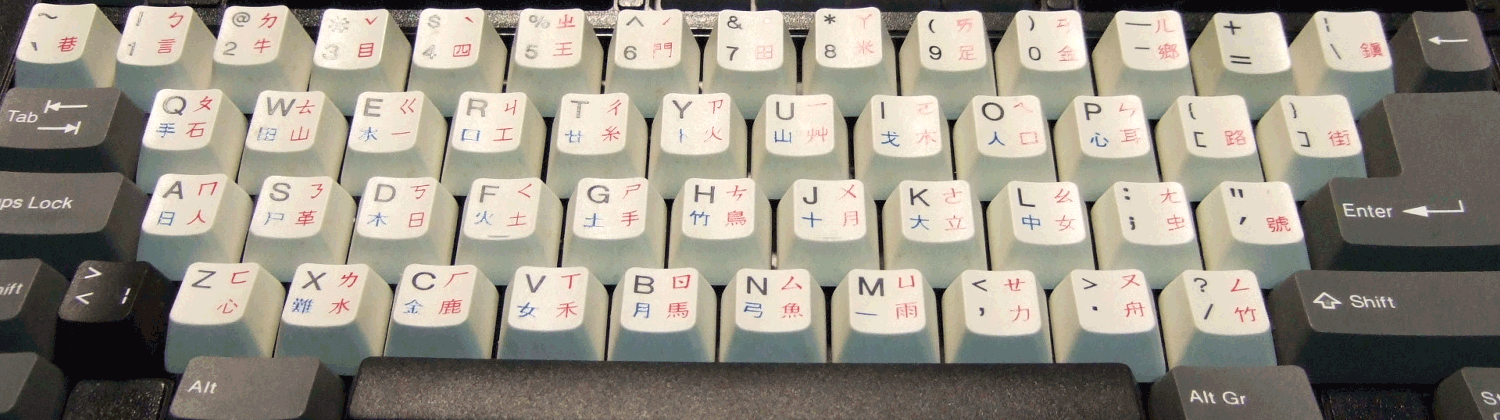
三色印刷的電腦鍵盤，右下方印着大易字根。（此外，左下方的是倉頡字根，右上方的是注音符號。）

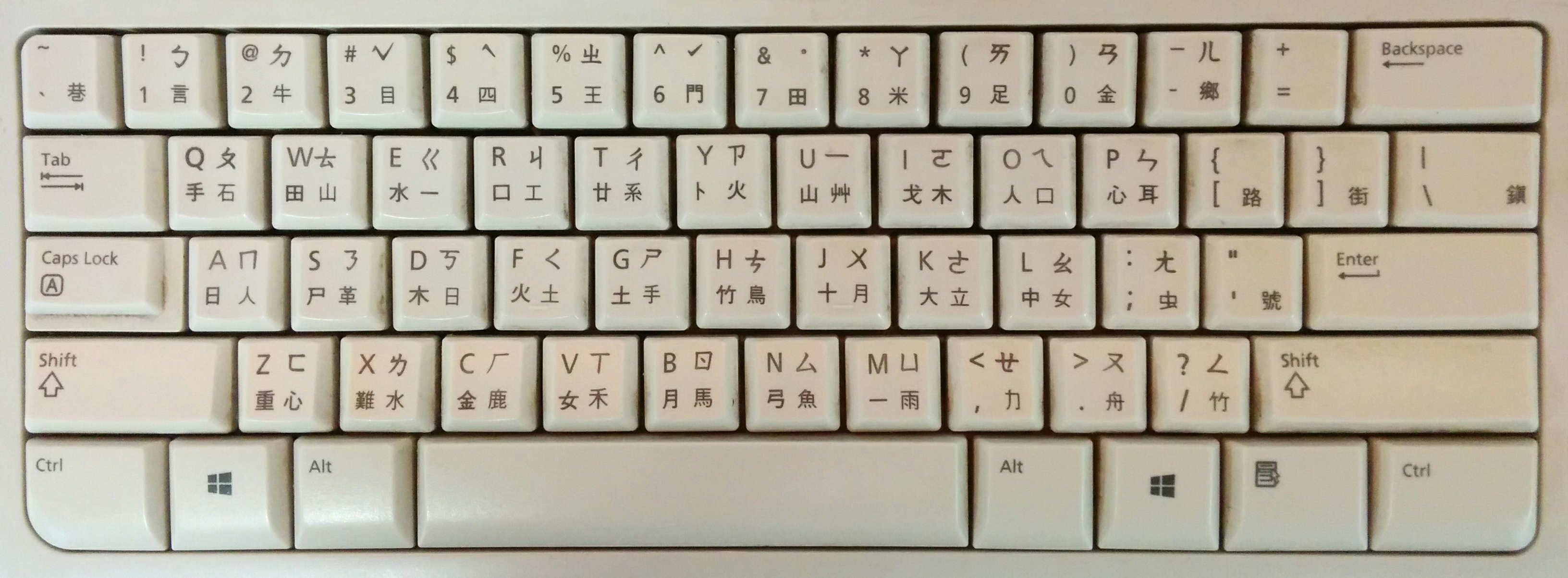
常見的中文鍵盤實物，混合英文字母（左上）、倉頡字母（左下）、大千式排列注音符號（右上）和大易字根（右下)。

按大易輸入法之官方網頁表示，大易輸入法之理念具有以下三項特點：
- 容易：學習與操作容易；
- 不易：不改變中文傳統的寫字方式；
- 變易：由書寫慢變為輸入快；輸入異體字能對應出正體字。

而其設計理念為：
- 符合中國文字傳統和造字原則：大易輸入法的字根多借用漢字傳統造字原則。字根中含有大量的漢字部首（如女、山、人、金、气、水等等），使熟悉書寫漢字的使用者容易拆解單字成為不同的字根。
- 與中文書寫習慣吻合：大易輸入法的拆字原則中幾乎符合漢字書寫筆劃的順序。
- 容易學習：由於拆字的原則符合傳統造字原則，故熟悉漢字的使用者在學習上相對容易；字根與鍵盤的對應具有容易聯想的關係且編有口訣，[2]可減少記憶字根表的時間。
- 輸入速度快、效率高：大易輸入法中，一個單字最少取一碼，最多取四碼；字碼因重覆而必須選碼的情況也遠比注音輸入法少。
- 單字與詞彙混合輸入：大易輸入法以輸入單字為單位，但在某些大易輸入法的版本支持常用詞彙的混合輸入，即以詞彙為輸入單位。

## 版本演進
- 1987年發表DOS版Big5單字四碼與詞庫版
- 1993年發表Windows Big5單字四碼與詞庫版
- 1994年發表UNIX版EUC碼（台灣戶役政專用），約收錄五萬字
- 1996年發表單字三碼版
- 1997年發表UNI-CODE單字四碼版
- 1999年發表大易二碼－人工智慧版
- 2016年發表符合 Windows TSF 架構 (Windows 7/8/10, 32 / 64 位元系統) 的 8.0 版，單字三碼/四碼版收錄 26,000 字，詞庫版則另外收錄了 30 萬筆詞庫。

## 輸入規則

大易字碼的鍵盤排列。

大易輸入法的字碼全部分佈在40個按鍵上，包括所有的26個英文字母鍵、10個數字鍵以及「; , . /」這4個符號鍵。
主要字根包括：「五行類」的金、木、水、火、土；「人類」的人、心、 口、言、耳、目、手、足、女；「動物類」的牛、馬、鹿、犭、虫、魚、鳥；「自然類」的日、月、山、石、雨；「農業類」的田、禾、米、竹、艹；「工藝類」的工、車、舟、糸、革、立；「其他類」的一、四、王。
同時，這40個主要字根會衍生出其餘字根，衍生的方法主要根據形狀變化。
大易輸入法的輸入規則可概略簡化成「依筆順、取首三尾一、取大碼」。

### 取首三尾一
大易輸入法的拆字最多只取四個字碼，若超過四個字碼則按照筆順取最先出現的前三個字碼以及最末字碼來輸入。例如，「壓」字以大易碼完整地拆碼為「厂曰月大丶土」（即鍵盤hdjv.f）共六碼，超過四碼，故取前三碼及最末碼而成「厂曰月土」（即鍵盤hdjf）共四碼。

### 節省碼數
若不連續筆劃可組成單一字根時，應跨越筆劃取碼。例如「東」字按筆劃書寫順序為「一日丨㇒㇏」，但亦可拆字成「木」與「日」二個字根，故該字應取碼為「木日」（即鍵盤id）。

### 依筆順
取碼順序的原則依照該字書寫時的筆劃順序。例如「磐」字按書寫的順序為「舟几又石」，故按此順序拆字取碼。這項原則雖易理解，但仍存在些許例外：
對稱先取中
一個字或其一部分，若自中間分開可使左右對稱，先取中間部分的字根。例子如下：
- ：取（即鍵盤1ttx）；
- ：取（即鍵盤ktys）。

但若對稱之兩側為「木」、「辛」、「王」、「弓」時則按筆劃順序拆碼，如下所示：
- ：取「木乂乂手」（即鍵盤ixxg）；
- ：取「立力十」（即鍵盤ks,s）；
- ：取「王丶丿王」（即鍵盤5./5）；
- ：取「匚㇉米㇉」（即鍵盤rb8b）。

包圍先取外
若一個字根包圍其它字根，則應先取外圍字根，再取內部字根。例如：
- 字應先取外圍的再取內部的，故該字取「囗口目八」四碼（即鍵盤7o38）；
- 字應先取外圍的再取內部的，故該字取二碼（即鍵盤mf）。

但若包圍三面且開口朝上時，則先取內部字根以符合依筆順取碼之原則，例如：
- 字應先取內圍的再取外部的，故該字取二碼（即鍵盤xw）；
- 字應先取內圍的再取外部的，故該字取「幺幺山」三碼（即鍵盤ttw）。

## 查詢組字字根拆碼
在Windows 95、98、2000和XP作業系統，有ㄅ半注音，可以打注音後反查大易的組字字根。

### 重碼字的選擇方式

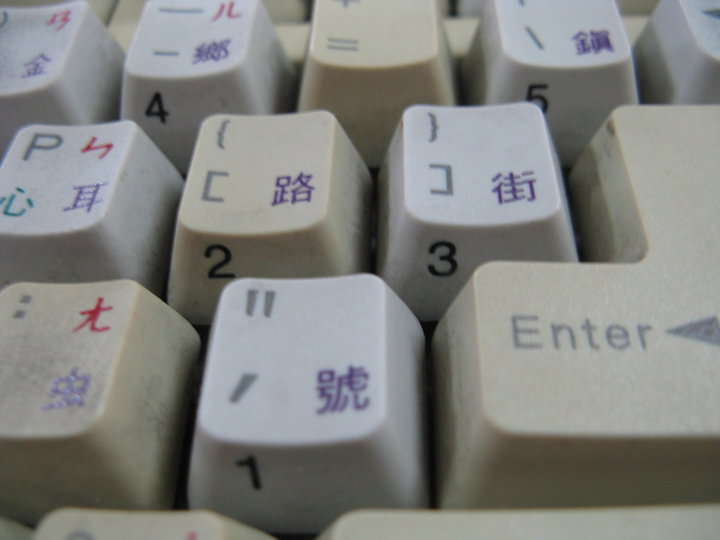
側邊有阿拉伯數字選字鍵的大易鍵盤

當同一組字碼與二個以上單字相符合時，即為重碼。大易輸入法亦有重碼，例如輸入「鹿鹿」即（鍵盤cc）可同時得到「比」、「庀」、「麀」、「廘」等字。此時使用者必須選取何字為目標輸入字。大易輸入法最初使用了「' [ ] - \」等按鍵或九宮格數字鍵作為選字的代表鍵，與其它輸入法使用鍵盤上方的數字鍵亦或英文字母「a s d f g」作為重碼字的選擇按鍵十分不同。

## 官方發行的版本

### 大易三碼及大易二碼
為大易輸入法的改進，原先的則稱為大易四碼（第4版及其先前版本）。大易三碼的取碼規則為前二後一的輸入方式，比原先版本減少一碼。大易二碼則只用首尾二碼。
大易三碼（5.0）最初版是在DOS和Windows 95版本，Windows版本後來發生不明原因錯誤，在官方發佈5.1版之後三碼版就不曾再更新了。目前5.1 版本是除作業系統內建的大易之外，最多人使用的大易輸入法版本。目前三碼版在Windows 2000、XP下是可以被支援的，但要關閉「相關字詞」才不會當機。
大易三碼（8.0），係基於微軟新的TSF架構，適用於Windows 7/8/10的32位元和64位元系統，可輸入26,000單字及700多個全形符號。此版本亦支持傳統四碼輸入。由於支援的字數多亦會增加重複，故此版本採用了二段式查表法，打常用字時比較不會被過多但不用的罕用字干擾，真正要打罕用字時再勾選打開第二段即可。
大易二碼（7.02) 版是具有人工智慧的產品，每個中文字全部只用二碼打出，打一般文章在不選字情況下的正確率達到96% ，得到相當多使用者支持，但此版本亦是基於微軟舊的IMM架構，在Windows 7以後不能使用，勉強使用也容易出現問題。目前大易二碼尚無TSF架構的版本。

### 大易詞庫版
大易詞庫（5.1）版，具有詞彙與單字混合輸入功能，在一般口語或文章中，詞彙約占八成，而大易詞彙輸入也是四碼，和單字輸入碼數相當，但是速度更快，在大量文字工作者中享有很高評價。但此5.1版本只能適用至Window XP及其以前的作業系統。
大易詞庫（8.0）版，係基於微軟新的 TSF 架構，適用於Windows 7/8/10的32位元和64位元系統，內建26,000單字與30萬個詞彙，並具有繁打繁出、繁打簡出；打大易查注音、打注音查大易以及用問號取代不會的字根等功能。此版本的罕用單字亦採用二段式查表法，以減少不必要的罕用字重複之干擾情形。

## 大易三碼版在最新作業系統的狀況
大易三碼（5.1）版是基於微軟以前的IMM架構，只能用在Windows XP及其之前的作業系統，無法安裝進Windows 7或Windows 8的作業系統。
大易三碼（8.0）版是基於微軟新的TSF架構，適用於Windows 7及其之後的作業系統，可以輸入字數達26,000字及700多個全形符號。

## 其他外掛版本的狀況
欲在Windows 8桌面模式使用大易輸入法，可以安裝奇摩輸入法，安裝完成重新開機後，下載網路上共享的dayiyahoo.cin，執行dayiyahoo.cin，即會安裝大易輸入法至奇摩輸入法中。但無法在Metro UI中使用奇摩輸入法。
Windows 10有大易多多版本可用，唯選字習慣要由“=”改成「號」，另外可將詞語聯想的設定關閉，會與三碼的使用習慣一致。

## Windows IMM 舊架構各版本之問題

### 大易三碼（5.1）的問題
大易三碼 5.1 時版支援字數較少，包括少掉了一些原本大五碼能打出的字，如「菇」、「酶」等。解決辦法是找到電腦中user.txt文件，並自行加入（例：“ulo 菇”），或是從三碼切換到四碼模式。在大易5.1版中的四碼能支援較多字。
大易三碼是由大易四碼省略第三碼而來，但會產生最大的問題就是遇到重碼字要選字的機率提昇很多。例如大易三碼「c.x」會出現：“疫／疲／痠／瘦／瘢／癥／癈／瘝／癓／瘕／癜”這些重碼字，因為大易並沒有「疒：病部的字根」。留意，大易的字根並不因三碼版或四碼版而改變。解決方法是記憶以大易三碼特有「M V L」結尾來組字。例子如大易字根 a 可以打出「人」和「入」，而想快速打出入只要打 am 即可打出「入」。惟7.02人工智慧版切換到的大易三碼模式下並不支援字尾MVL組字的方式，所以讓一些已記憶了這種組字方式的使用者，想從5.1版跳到7.02版怯步。

### 大易二碼（7.02）的問題
大易輸入法最後發佈具有人工智慧的二碼版是 7.02 版 ，距今已十年多， 但仍未有更新動作，於 Windows XP/Vista/7 相容性不佳。

## Windows TSF 新架構各版本之問題

### Vista連字問題
在升級Windows Vista SP2之後，微軟公司已修正打字時，在某些編輯軟體中會出現空格錯誤，但卻出現連字問題。使用者雖然可以正確的打字，但若是打錯字後則有可能使之前已經輸入的幾個字一起消失。目前可行的辦法為在每完成一個字後就作中/英文切換、移植XP的舊輸入法、加入可外掛大易的第三方輸入法來修正問題。

### Windows 7 作業系統內建之大易輸入法
中文繁體大易（version 6.0）比起前代XP內建之大易有些許差異。
1. 缺少不使用浮動組字視窗的功能，只能跟隨游標拆字選字。
2. 可輸入超過4碼的字根，但大易最多就只有四碼。
3. 輸入符號變得很困難。

目前解決辦法是把Windows XP內建的大易移植到Windows 7上。

### Windows 10 作業系統內建之大易輸入法
中文繁體大易（version 6.0）除了win7所見問題之外，尚出現了關聯字視窗會擋住視線的問題。
解決辦法是用regedit在大易輸入法相關項目(路徑：電腦\HKEY_CURRENT_USER\Software\Microsoft\TableTextService\0x00000404)裡找到GUID 碼資料夾{037B2C25-480C-4D7F-B027-D6CA6B69788A}手動建立DWORD-32位元值，名稱EnableAssociatePhrase 機碼，數值設為0。

## 大易8.0（適用 Windows 7/8/10）的中文標點符號和全形符號輸入方式

### 中文標點符號的三種輸入方式
- 支援大易7.02 版的二鍵輸入模式，即先打符號鍵再加按M鍵。
- 以單鍵輸入六個常用中文標點符號「，」、「。」、「？」、「、」、「；」、「：」（單按中文地址鍵「號 路 街 鄉 鎮 巷」即可輸入）。
- 以傳統的=（全形）鍵前導，再按相對的標點鍵。

### 種類齊全的全形符號輸入方式
支援的全形等號種類相當多元，輸入時要先按前導鍵 = 再按符號鍵，以較常用的全形符號舉例如下：
| 字符類別             | 字符        | 輸入方式           |
| -------------------- | ----------- | ------------------ |
| 帶括號和圓圈的數字   | ㈠ ⑴ ① ❶    | = 1                |
| 帶括號和圓圈的字母   | Ａ ａ ⒜ ⓐ   | = ⇧ Shift+a 即 = A |
| 易經八卦符號         | ☯ ☰ ☱ ☲     | = `                |
| 數學符號 (32個)      | ～ ∞ Σ √    | = ⇧ Shift+` 即 = ~ |
| 數學符號 (21個)      | ％ ‰ ½ ℃    | = ⇧ Shift+5 即 = % |
| 四則符號等 (11個)    | ＋ ÷ ＝ ≠   | = -                |
| 日文平假名           | あ い う え | = ⇧ Shift+1 即 = ! |
| 日文片假名           | ア イ ウ エ | = ⇧ Shift+9 即 = ( |
| 希臘字母             | α β γ δ     | = ⇧ Shift+2 即 = @ |
| 三角形符號           | △ ▲ ▼ ►     | = ⇧ Shift+3 即 = # |
| 幣值符號             | ＄ ￥ € ￡  | = ⇧ Shift+4 即 = $ |
| 生活與公共符號(33個) | ☒ ✈ ☎ ☑     | = ⇧ Shift+6 即 = ^ |
| 佛萬字與日月天文符號 | 卍 ☼ ☽ ☄    | = ⇧ Shift+7 即 = & |
| 提示星號菱形方塊花朵 | ★ ◇ ■ ✿     | = ⇧ Shift+8 即 = * |
| 與圓圈相關的符號     | ◎ ㊣ © ®    | = ⇧ Shift+0 即 = ) |
| 十二星座             | ♈ ♉ ♊ ♋ | = /                |
| 各種箭頭符號         | ← ↗ ↓ ➸     | = \                |
| 各種左右對稱的括號   | 【 】｛ ｝  | = [                |
| 各種對稱的角括號     | 「 」 『 』 | = ⇧ Shift+[ 即 = { |
| 各種上下對稱的括號   | ︵ ︷ ︻ ︹ | = ]                |
| 十字架與音樂符號     | ✝ ♩ ♬ ♯     | = ⇧ Shift+] 即 = } |
| 各種矩形塊           | ▌ ▋ ▊ ▉     | = \|               |

## 行動作業系統支援
行動作業系統具有不同的解決方案。

### Android
Android可使用萊姆(LIME)輸入法 （页面存档备份，存于）

### iOS
iPhone則可用iAccess和字流鍵盤來提供大易輸入法的輸入。

### Windows Mobile
Windows Mobile 6.5版68000以前 ，可使用轉殖的香草輸入法，原始碼。

## 衍生
- 盛興輸入法[16]：發表於1995年，把大易「1 2 3 4 5 6 7 8 9 0 , . / ;」各鍵的字根，即「言、牛、目、四、王、車、田、八、足、金、力、舟、竹、虫」及其輔根，順序合併到「Q W E R T Y U I O P A B C D」諸鍵上，成為只用26個字根鍵的輸入法。

## 使用狀況
根據2011年波仕特的調查報告指出，台灣使用大易輸入法的比例為2.6%。

## 相關連結

### 教學
- 太易資訊股份有限公司（大易輸入法）
- 大易輸入法專區
- 大易輸入法教學 （页面存档备份，存于）
- 楊心國小大易輸入法教學網站[永久]
- 大易輸入法教學網站（陳尚斌著）
- 大易輸入法教學及分享（蘇漢宗著） （页面存档备份，存于）

### 供輸入法引擎使用的字碼表格
- 隨附在gcin的大易三碼CIN表格[永久]
- 隨附在OpenVanilla的大易四碼CIN表格 （页面存档备份，存于）（但大量常用字可以三碼方式輸入）
- 隨附在OpenVanilla（0.8及先前版本）的大易四碼CIN表格 （页面存档备份，存于）（但大量常用字可以三碼方式輸入）